# Caloptilia ovatiella
Caloptilia ovatiella là một loài bướm đêm thuộc họ Gracillariidae. Nó được tìm thấy ở Hoa Kỳ (California).
Ấu trùng ăn Malosma laurina, Rhus integrifolia và Rhus ovata. Chúng ăn lá nơi chúng làm tổ.